# Argentinomyces
Argentinomyces — рід грибів. Назва вперше опублікована 1997 року.

## Класифікація
До роду Argentinomyces відносять 2 види:
- Argentinomyces naviculisporis
- Argentinomyces naviculisporus